# Take Me Out (Franz Ferdinand)
Take Me Out è un singolo del gruppo rock scozzese Franz Ferdinand, pubblicato il 12 gennaio 2004 come secondo estratto dal loro primo album in studio, l'eponimo Franz Ferdinand.

## Riscontro
Tra i pezzi rock di maggiore successo del primo decennio degli anni 2000, ha ricevuto vari riconoscimenti, fruttando alla band l'acclamazione internazionale. Il singolo, pubblicato il 12 gennaio nel Regno Unito, fu rilasciato sul mercato statunitense il 9 febbraio seguente; ha raggiunto il terzo posto nella classifica britannica dei singoli, il terzo posto nella classifica Modern Rock Tracks statunitense e il settimo nella classifica canadese dei singoli, nonché il primo posto nella UK Indie Chart. Nel novembre 2004 è stato certificato singolo di platino dalla Recording Industry Association of America.
Nel 2009 la rivista Pitchfork l'ha inserita al 44º posto della classifica delle 500 migliori canzoni degli anni 2000; nel 2011 il periodico Rolling Stone l'ha inserita al 327º posto della lista delle 500 migliori canzoni di tutti i tempi.
La canzone è stata inclusa nel videogioco Guitar Hero.

## Video musicale
Il video musicale, diretto da Jonas Odell, vede la band esibirsi in un contesto dadaista ed elementi che ricordano i cartoni surreali e bizzarri realizzati da Terry Gilliam per i Monty Python.

## Tracce
- 45 giri

1. Take Me Out – 3:57
2. Truck Stop

- 45 giri edizione limitata

1. Take Me Out – 3:57
2. Take Me Out (Morgan Geist Re-Version)

- CD

1. Take Me Out – 3:57
2. All for You, Sophia
3. Words So leisured

- DVD

1. Take Me Out (single) – 3:57
2. Take Me Out (live at Electrowerkz)

1. Interview
2. Photo gallery with "Shopping for Blood" live at Paradiso

## Cover
Il brano fu reinterpretato dagli Scissor Sisters nel 2004, dai Magic Numbers and Guillemots, dai Biffy Clyro e dagli Young Summer.